# Ruppichteroth
Ruppichteroth is een gemeente in de Duitse deelstaat Noordrijn-Westfalen, gelegen in de Rhein-Sieg-Kreis. De gemeente telt 10.484 inwoners (31 december 2020) op een oppervlakte van 61,96 km².

## Afbeeldingen

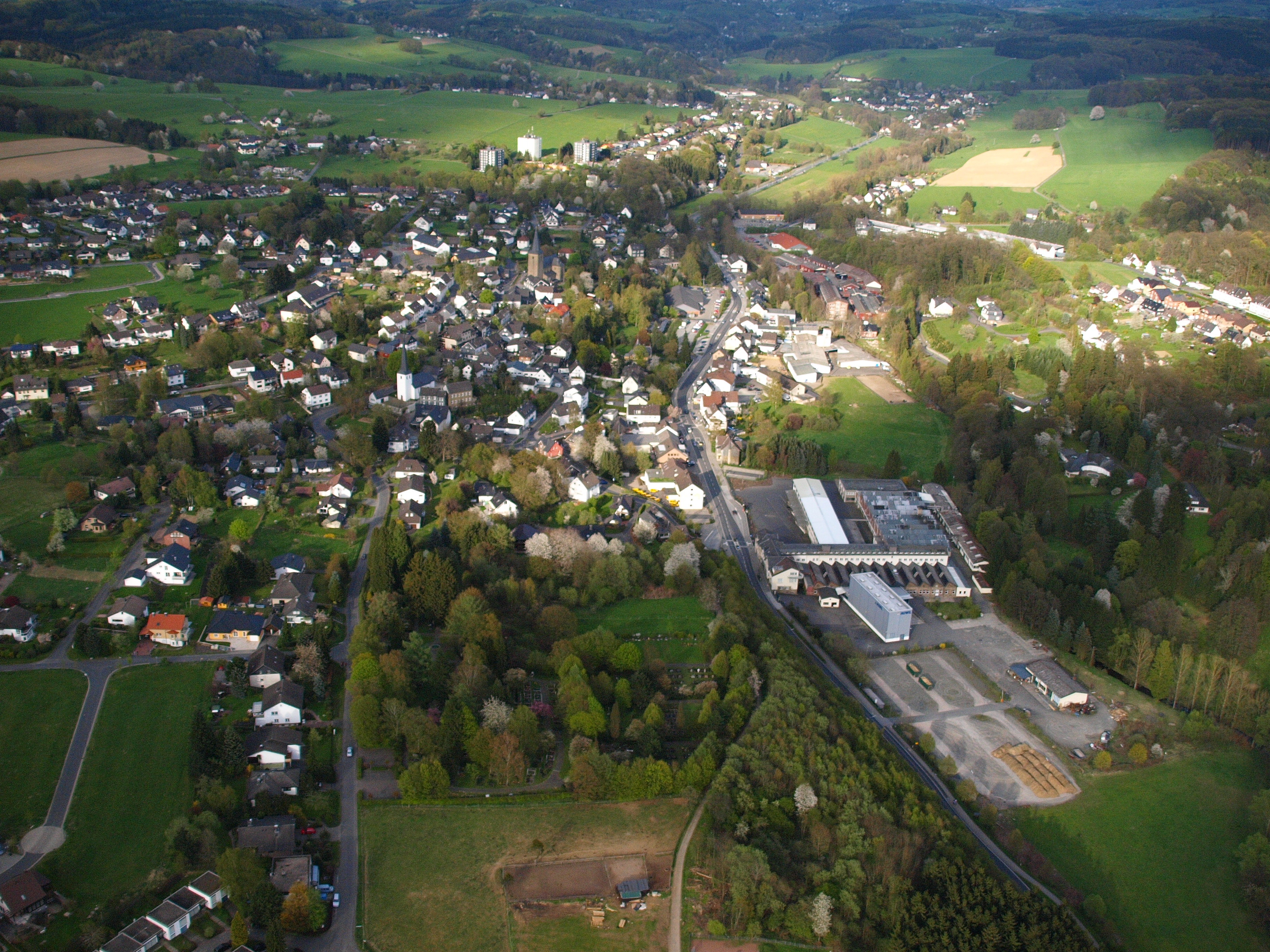
Gezicht op Ruppichteroth
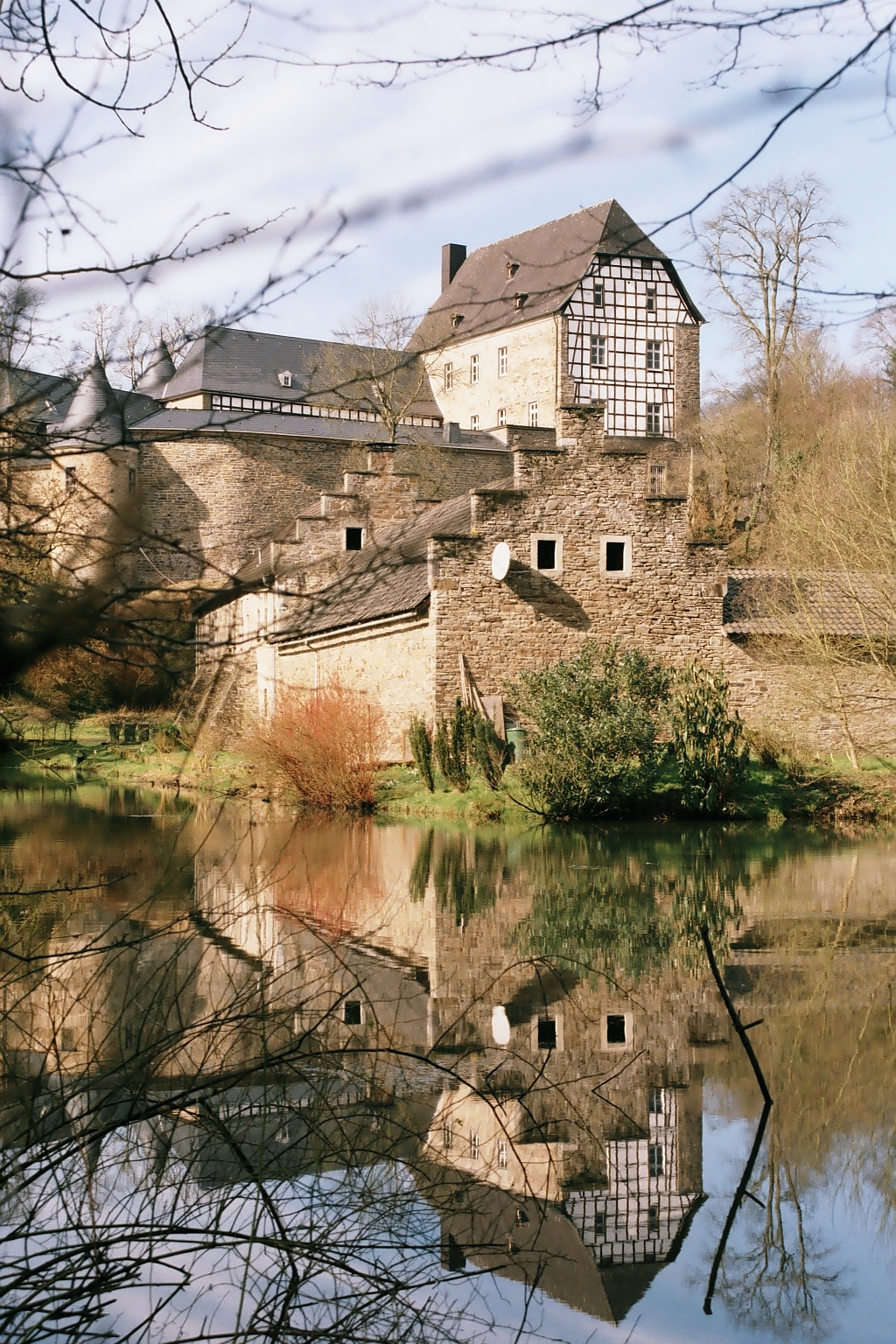
Burg Herrnstein
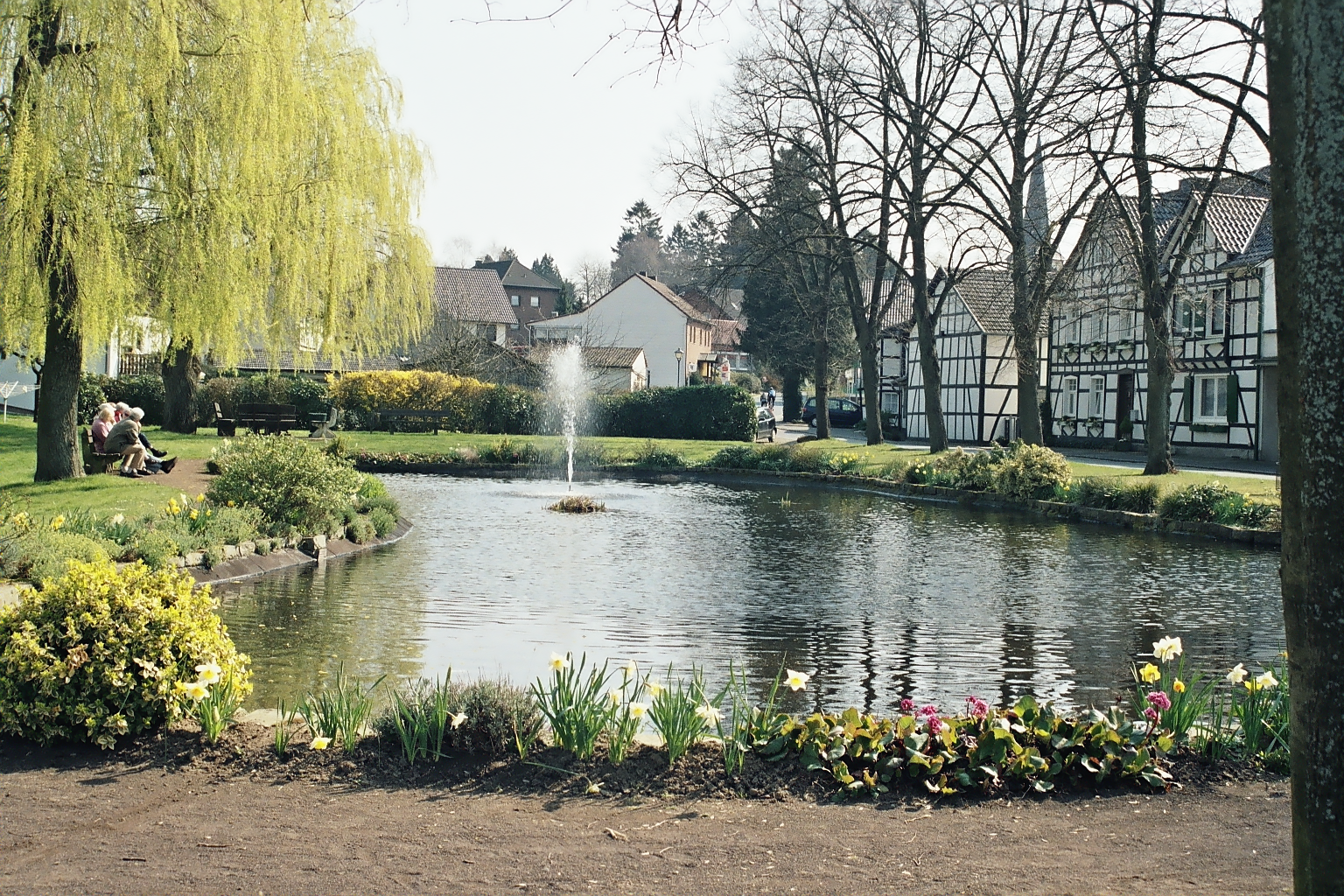
Ortsteil Winterscheid

Alfter · Bad Honnef · Bornheim · Eitorf · Hennef · Königswinter · Lohmar · Meckenheim · Much · Neunkirchen-Seelscheid · Niederkassel · Rheinbach · Ruppichteroth · Sankt Augustin · Siegburg · Swisttal · Troisdorf · Wachtberg · Windeck